# Victor Lobl
Victor Lobl est un réalisateur américain né à New York.

## Filmographie
- 1978 : The White Shadow (série télévisée)
- 1979 : Paris (série télévisée)
- 1979 : Côte Ouest ("Knots Landing") (série télévisée)
- 1980 : Here's Boomer (série télévisée)
- 1982 : King's Crossing (en) (série télévisée)
- 1982 : Jake Cutter ("Tales of the Gold Monkey") (série télévisée)
- 1982 : Tucker's Witch (série télévisée)
- 1982 : St. Elsewhere ("St. Elsewhere") (série télévisée)
- 1983 : But It's Not My Fault (TV)
- 1984 : The Duck Factory (série télévisée)
- 1985 : Braker (TV)
- 1985 : Chasseurs d'ombres ("Shadow Chasers") (série télévisée)
- 1986 : The Revolt of Mother (TV)
- 1986 : Downtown ("Downtown") (série télévisée)
- 1987 : Max Headroom ("Max Headroom") (série télévisée)
- 1987 : La Belle et la Bête ("Beauty and the Beast") (série télévisée)
- 1989 : Studio 5-B (série télévisée)
- 1990 : Ferris Bueller (série télévisée)
- 1993 : Eden (série télévisée)
- 1993 : Diagnostic : Meurtre (Diagnosis Murder) (série télévisée)
- 1994 : Les Anges gardiens ("Robin's Hoods") (série télévisée)
- 1994 : Heaven Help Us (série télévisée)
- 1995 : Central Park West ("Central Park West") (série télévisée)
- 1996 : Promised Land (en) (série télévisée)